# 諾伍德揚亞美利加 (明尼蘇達州)
諾伍德揚亞美利加（英語：Norwood Young America）是一個位於美國明尼蘇達州卡弗縣的城市。

## 歷史
諾伍德於1856年設立，而揚亞美利加則於1872年成立。兩城於1997年1月1日合併，故此地被明尼蘇達人簡稱為「NYA」。

## 人口
根據2020年美國人口普查的數據，諾伍德揚亞美利加的面積為6.45平方千米，當中陸地面積為6.45平方千米，而水域面積為0.00平方千米。當地共有人口3863人，而人口密度為每平方千米599人。